# Дирахий (тема)
Дирахий е една от византийските военноадминистративни единици теми (от 9. до 13. век).. Разположена е била на територията на днешна Албания.

## История
Началото на темата система във Византийската империя е положено през VII в., в отговор на засилените експанзионистични нашествия на различни варварски народи (авари, славяни, прабългари, перси). Старата римска система, при която военната власт е отделена от цивилната се оказва непригодна за новите условия, в резултат на което римските провинции са преобразувани в теми, начело със стратег. Стратезите обединяват и административните и военните прерогативи в своята власт.
Повечето историци отнасят създаването на темата Дирахий (наричана и Драчка по славянското име на града) към управлението на император Никифор I Геник. Причината са опитите за византийска реконкиста на отнетите от славяните стари византийски територии, започната още от предшественика му Константин V Копроним. Дирахий става важна тема от гледна точка на местоположението си, тъй като обхваща част от трасето на пътя Via Egnatia. Освен това е важна ли заради опасността откъм Италия, където през XI в. се установяват норманите, чиито агресивни нашествия стават сериозен проблем за Константинополската империя. Драчките стратези играят и ключова роля във възпирането на опитите на Българската държава и сръбските княжества Рашка и Дукля да разширят владенията си в региона. Въпреки това след 976 г. българският цар Самуил успява временно да завладее Дирахий, а стратегът на темата Никита Пигонит е принуден да се признае за български васал. След завладяването на България от византийците през 1018г. обаче темата отново е част от империята. 
През XII в. темата често е обект на нормандските нашествия, като норманите временно я подчиняват при акцията си през 1185г. Дирахий престава да съществува през 1204 г., когато Константинопол е завладян от рицарите от четвъртия кръстоносен поход и съгласно съставения от тях закон, Рartitio imperii за разделянето на византийското наследство, земите му стават владение на Венеция.